# Football aux Jeux sud-asiatiques de 2006
 (septembre 2009).
Si vous disposez d'ouvrages ou d'articles de référence ou si vous connaissez des sites web de qualité traitant du thème abordé ici, merci de compléter l'article en donnant les références utiles à sa vérifiabilité et en les liant à la section « Notes et références ».
Le Football aux Jeux sud-asiatiques 2006 est une des épreuves des dixièmes Jeux sud-asiatiques disputés à Colombo au Sri Lanka. Le tournoi se déroule du 14 août au 26 août au Sugathadasa Stadium et voit la victoire en finale de l'équipe du Pakistan moins de 23 ans sur le pays organiseur, l'équipe de Sri Lanka moins de 23 ans.

## Liste des champions sud-asiatiques (médaillés d'or)
- Tournoi masculin : Pakistan